# Ariete naval de vapor
El ariete naval de vapor (denominado en inglés "Naysmyth's Submarine Mortar" [Mortero Submarino de Naysmyth]; "Steam Ram" [Ariete de Vapor]; o "Anti-Invasion Floating Hammer"  [Martillo Flotante Anti-Invasión]) era un diseño de buque de guerra semisumergido concebido por el inventor escocés James Nasmyth en 1853.
Estaba diseñado para hundir naves enemigas embistiéndolas con una quilla reforzada, en la que se situaba una potente carga explosiva. Nunca llegó a construirse.

## Características
La nave era de sección cilíndrica. Su diseño tenía una eslora de 24 m y una manga de 9,1 m, y debía estar equipado con un pequeño motor de vapor que propulsaba una única hélice. El blindaje frontal de la nave (con un grosor máximo de 3 m en la quilla), la hacía potencialmente inmune a los más potentes cañones disponibles en aquella época. En la parte delantera de la nave estaba situada la quilla de bronce que funcionaba como ariete explosivo, dotada con una cavidad central dentro de la que se situaría una carcasa con una carga explosiva pesada. Con tan solo la chimenea, parte del ariete y una cúpula para el piloto visibles por encima del agua, el buque estaba diseñado para atacar barcos enemigos embistiéndolos con el ariete explosivo a una velocidad de casi 20 km/h. Debido a los peligros potenciales asociados con la carga explosiva, el ariete naval de vapor nunca fue construido.
Debe tenerse en consideración que cuando se ideó este tipo de nave, la práctica totalidad de las armadas del mundo estaban constituidas todavía por barcos de vela con casco de madera.

## Realizaciones posteriores

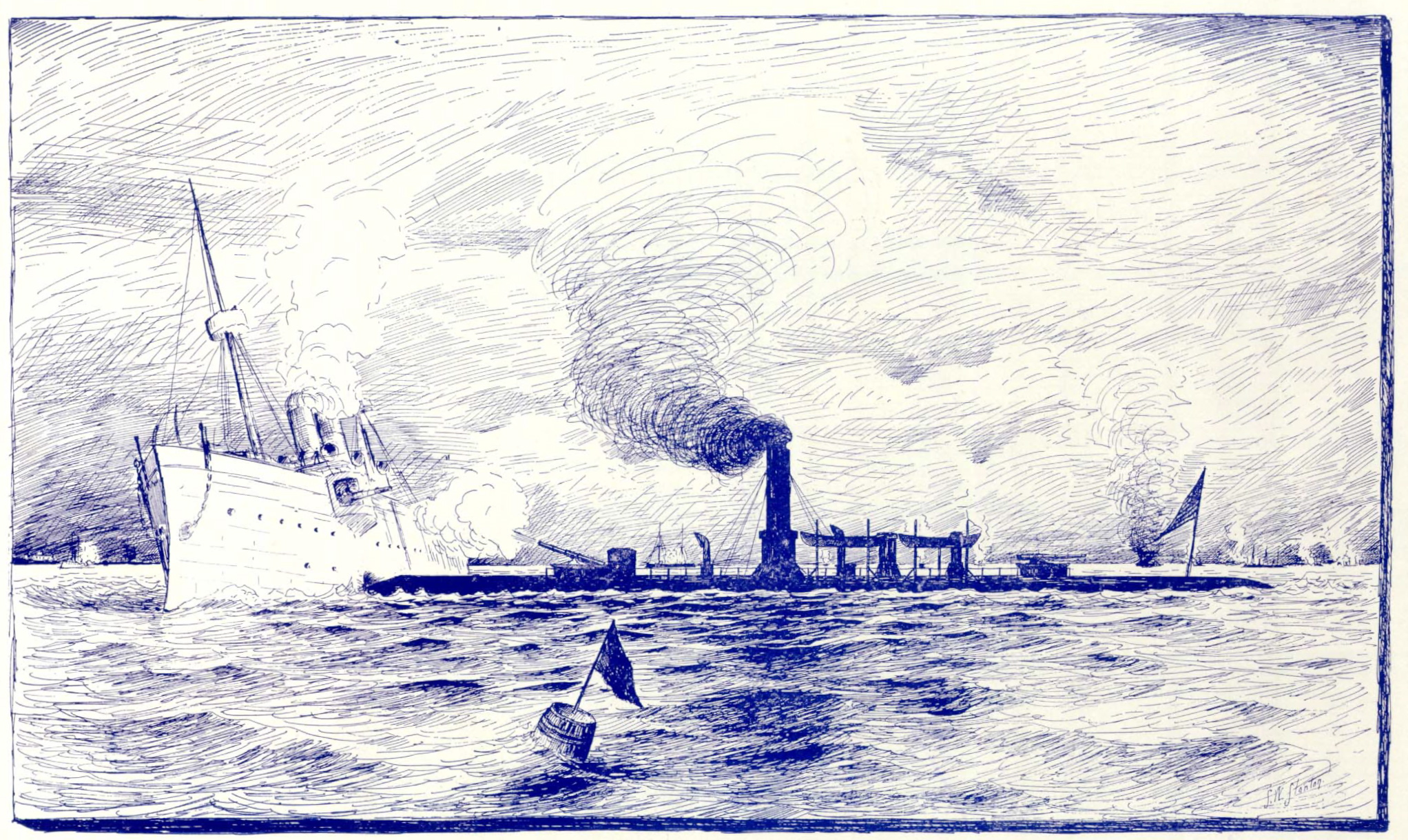
Grabado del ariete naval estadounidense Katahdin (1893).

La idea de un barco capaz de hundir naves enemigas embistiéndolas, fue retomada por la Marina Estadounidense, que en 1896 botó el navío USS Katahdin. El propósito de este barco semisumergido era similar al del buque concebido por Naysmyth casi medio siglo antes, con la diferencia de que el diseño estadounidense, que disponía de cañones convencionales en vez del gran mortero del diseño original, confiaba en su ariete frontal de acero reforzado para impactar directamente bajo la línea de flotación de los buques enemigos para producir una vía de agua que los enviase a pique. Con una eslora de 76 m y 2155 toneladas de desplazamiento, se destinó en principio a la defensa de puertos. Pese a ser un concepto a priori muy prometedor, nunca protagonizó acciones de guerra relevantes, y fue dado de baja en 1909.